# Cesare Del Cancia
Cesare Del Cancia (né le 6 mai 1915 à Buti et mort le 25 avril 2011 à Pontedera) est un coureur cycliste italien. Professionnel de 1935 à 1941 et en 1946, il a notamment remporté Milan-San Remo en 1937 et trois étapes du Tour d'Italie.

## Biographie
Cesare Del Cancia devint professionnel en septembre 1935 à 20 ans, dans l'équipe Ganna. Il était rapide et avait trop d'ambition pour supporter de vivre dans l'ombre d'un autre champion naissant Gino Bartali.
Il était avant sa mort le doyen des vainqueurs d'étape sur le Tour d'Italie et le plus ancien porteur du maillot rose.

## Palmarès
- 1933
  - Giro del Casentino
- 1934
  - Coppa Ettore Pasini
- 1935
  - La Nazionale a Romito Magra
  - Coppa Ettore Pasini
  - 5e du championnat du monde sur route amateurs
- 1936
  - Milan-Turin
  - Trois vallées varésines
  - 3e étape du Tour du Latium
- 1937
  - Milan-San Remo
  - 11eb étape du Tour d'Italie
  - Tour d'Émilie
  - 2e du Tour du Latium
  - 2e de Milan-Turin
  - 2e du championnat d'Italie sur route
  - 5e du Tour d'Italie
  - 7e du Tour de Suisse
  - 9e du Tour de Lombardie
- 1938
  - Tour du Latium
  - 13e et 17e étapes du Tour d'Italie
  - 7e du Tour d'Italie
  - 7e du Tour de Suisse
- 1939
  - 2e du Tour du Piémont
  - 8e du Tour d'Italie

## Résultats sur le Tour d'Italie
6 participations
- 1936 : 13e
- 1937 : 5e, vainqueur de la 11eb étape
- 1938 : 7e, vainqueur des 13e et 17e étapes,  maillot rose pendant 6 jours
- 1939 : 8e
- 1940 : 18e
- 1946 : 27e